# Mecosaspis croesus
Mecosaspis croesus är en skalbaggsart som först beskrevs av Bates 1879.  Mecosaspis croesus ingår i släktet Mecosaspis och familjen långhorningar.
Artens utbredningsområde är:
- Gabon.
- Sierra Leone.

Inga underarter finns listade i Catalogue of Life.